# 双溪毛糯站
双溪毛糯站位于马来西亚雪兰莪州双溪毛糯，是电动列车服务、巴生港线和布城线的转乘站（需要出站换乘），曾是加影线第一阶段线路的其中一站，于2016年12月16日开始运营。马来亚铁道公司和马来西亚捷运公司是该车站的主要经营者。
目前两站无法进行站内转换，乘客需要再次购票不同的车票以前往其他车站。
值得注意的是，本站在2021年10月之前是加影线的北端终点站，当布城线在2022年6月16日开通后本站已正式转入布城线系统后，本站不再是加影线的北端终点站。。

## 历史

### 旧车站
本站于1892年开放，为当时峇都道岔至万挠站线路（现在的KTM西海岸线）的其中一个车站。

### 通勤铁路站

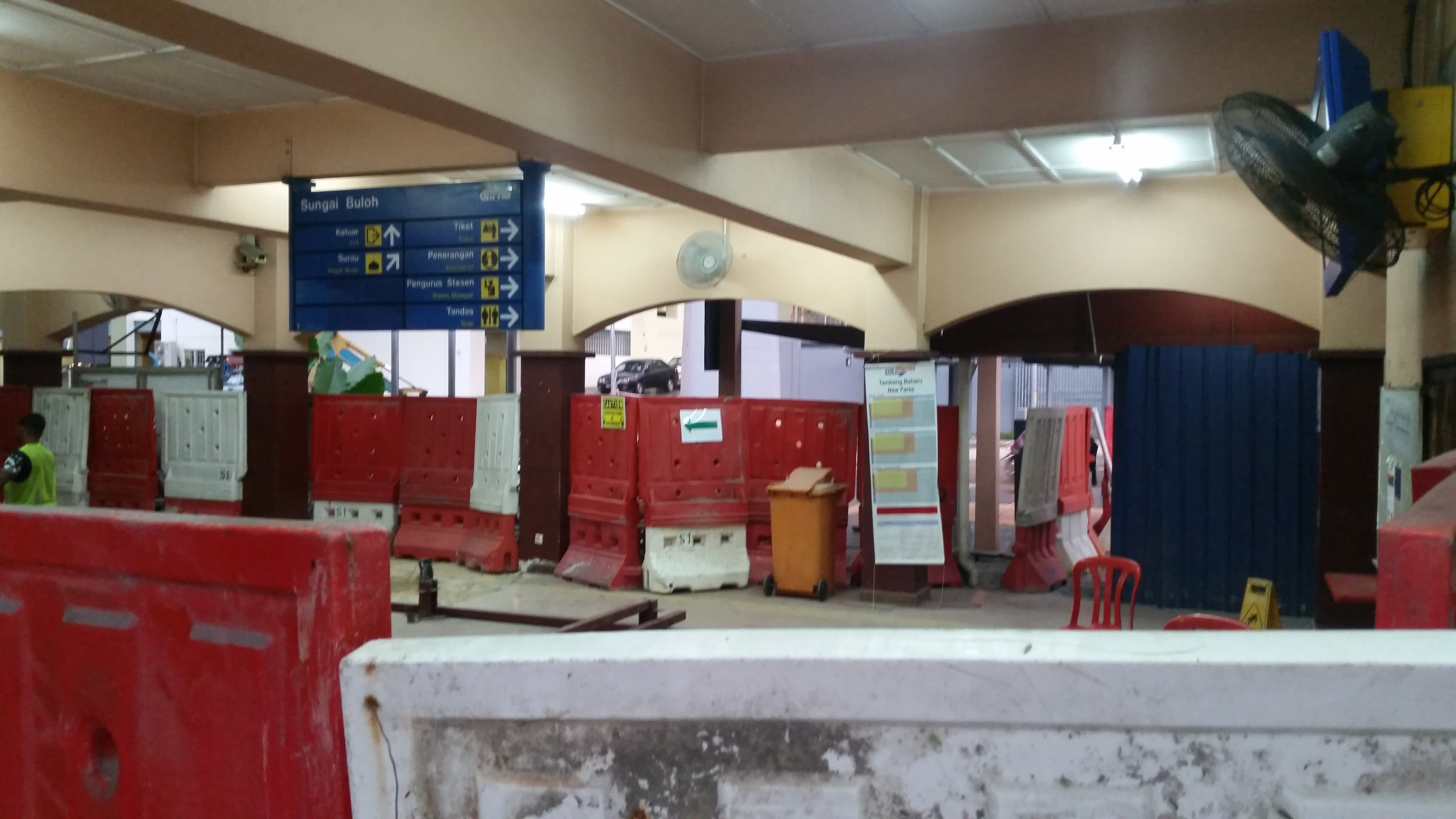
被拆除的旧火车站

本站作为巴生谷复线电气化工程的一部分进行翻新，并于1995年成为KTM通勤铁路服务的其中一个车站。本站原属于万挠－芙蓉通勤铁路线，直到2016年，KTM通勤铁路服务进行修改，使本站从芙蓉线（蓝色）转换至从丹绒马林站至巴生港站的巴生港线（红色）线路。
车站共有四个轨道和两个侧面站台，两个站台分别拥有两条轨道。两个站台之间有一座无障碍的行人天桥衔接两处。车站大厅和主入口皆位于南边的站台上。

### 综合换乘
于2010年开始建设的巴生谷捷运工程当中，双溪毛糯捷运站是双加捷运与马来亚铁道之间的4个转换站之一。另三个转换站为国家博物馆与吉隆坡中央车站、中央艺术坊与吉隆坡旧火车站和加影。
当时双溪毛糯捷运站将建在现有的双溪毛糯火车站旁边，并建在露天地面停车场的旧址。虽然捷运轨道的部分建设工程越过旧有的火车轨道，但火车站在施工期间仍然继续运营。
随着新综合车站的建成和开通，旧有的火车站结构被拆除。火车站票务处和其他办事处从原来的车站搬到现有的车站大厅。只有原来的站台被保留并被重新设计，以便能够进入现有的站台，而不是通过北站台出口。轨道则不受到相关工程影响。

## 车站结构和设计

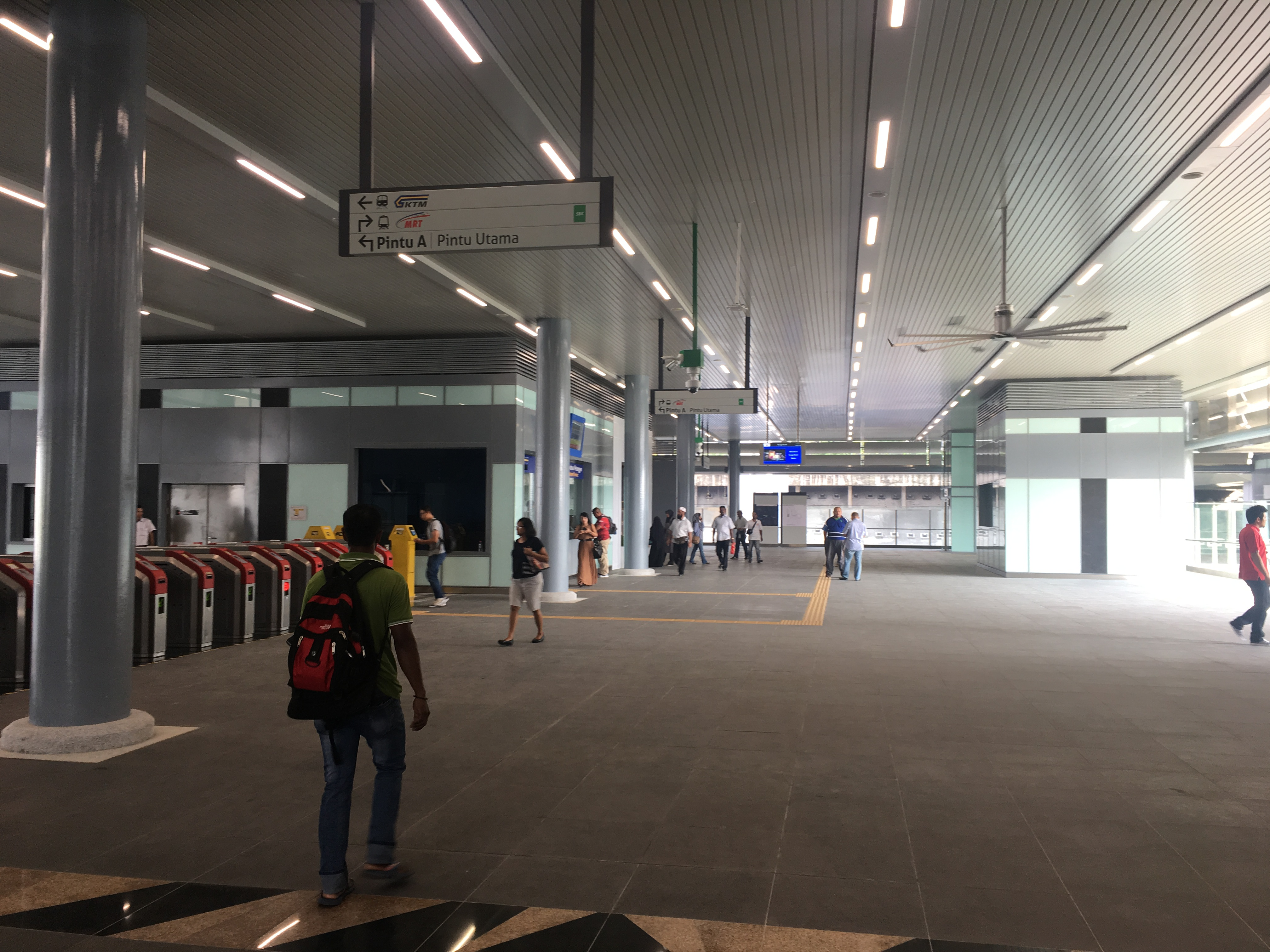
双溪毛糯站的车站大厅，左边的验票闸门通往通勤铁路而右边的通往捷运。

### 车站位置
本站位于瓜拉雪兰莪路于双溪毛糯路和医院路的交界处北方，同时也位于旧火车站旁，其中旧火车站获保留的部分结构和新车站结合使用。本站作为双溪毛糯－加影线的一部分建造并在2016年12月16日作为第一阶段线路开通。

### 车站结构
本站结构为高架车站，共有3层，其中一层大厅层衔接捷运付费区至通勤铁路付费区。
大厅层设有两个线路的自动购票机和售票处，以及两间便利商店。本层建造于4条铁路轨道上。大厅层的付费区通道设有楼梯、手扶梯和电梯往下至两个地面侧式站台，而这些站台是之前未高架的旧火车站改建而来的。而捷运的付费区通道也设有楼梯、手扶梯和电梯往上至捷运车站大厅，再上一层即可到达双加捷运的单个岛式站台。尽管如此，两边的付费区通道是分开的，无法进行站内换乘，因两个系统的售票系统仍未统一。

### 楼层分布
| 3层  | 2号月台            | 12 布城线 往桂莎白沙罗（甘榜士拉玛）                                                              |                    |                    |
|      | 岛式站台，右侧开门 |                                                                                                   |                    |                    |
|      | 1号月台            | 12 布城线 往布城中央（白沙罗达迈）                                                                |                    |                    |
| 2层  | 捷运月台           | 厕所、捷运站站房                                                                                  |                    |                    |
| 1层  | 大厅               | 出入口、验票闸门、自动售票机、人工服务台、商店                                                    |                    |                    |
| 地面 | 侧式站台，左侧开门 | 侧式站台，左侧开门                                                                                | 侧式站台，左侧开门 | 侧式站台，左侧开门 |
|      | 1号月台            | 2 巴生港线 往丹绒马林（轰埠）                                                                     |                    |                    |
|      | 2号月台            | 2 巴生港线 往巴生港（甲洞中央）                                                                   |                    |                    |
|      | 侧式站台，左侧开门 |                                                                                                   |                    |                    |
|      |                    | 入口A电梯和手扶梯至主站厅、巴士站、计程车、通往多层停车场建筑的行人道路楼梯、自动扶梯、无障碍电梯 |                    |                    |

本站外也设有六层供停车换乘的停车场，一共有1200个停车位。停车费为一天4.30令吉并且只能使用一触即通卡支付。

### 出入口
本站共有两个出入口。主要入口（入口A）设有手扶梯、楼梯和电梯从地面往上至主大厅层。另一个入口（入口B）位于主大厅的南边，并与朝吉隆坡方向行驶的瓜拉雪兰莪路衔接，而朝瓜拉雪兰莪方向行驶的瓜拉雪兰莪路也设有一座横跨道路的行人架桥。
| 12 布城线车站 |                               | |      |
|               |                               | |      |
| 出口编号      | 位置                          | 设施和目的地                                                                                                 | 图片 |
| A             | 医院路和Kusta路的专用车站道路 | 接驳巴士站、计程车和私家车停靠站、多层停车换乘停车场、双溪毛糯占美清真寺、甘榜清真寺、Saraswathy淡米尔文小学 |      |
| B             | 瓜拉雪兰莪路的行人天桥        | 巴士站、计程车停靠站                                                                                         |      |

## 列车服务
以下为双溪毛糯站提供的列车服务：
- 马来亚铁道公司
  - KTM通勤铁路的巴生港线
  - KTM电动列车服务
- 布城线

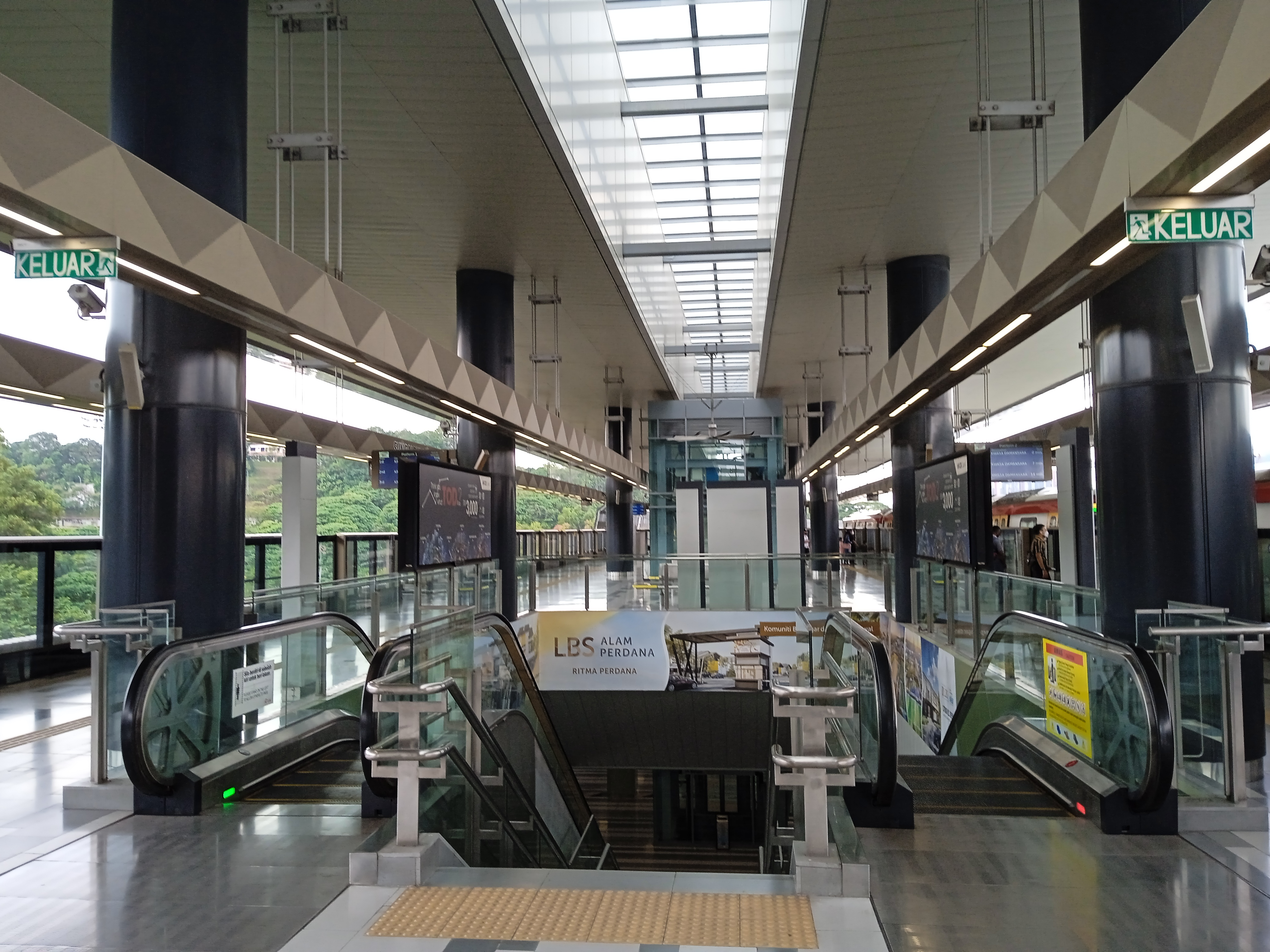
双溪毛糯捷运站站台

一列83型EMU停靠于通勤铁路站台。

自布城线第一阶段于2022年6月开通后，本站至桂莎中央站的车站由加影线改为本线路的其中一站。

## 巴士服务

### 中转巴士
中转巴士总站由Causeway Link小黄巴运营，位于瓜拉雪兰莪路旁，可通过入口B的行人天桥抵达。
| 路线编号                     | 起点                         | 总点                         | 经过                         |
| Causeway Link / Selangor Bus | Causeway Link / Selangor Bus | Causeway Link / Selangor Bus | Causeway Link / Selangor Bus |
| ---------------------------- | ---------------------------- | ---------------------------- | ---------------------------- |
| 100                          | 富都口终站                   | 瓜拉雪兰莪                   |                              |
| 107                          | 富都口终站                   | 八丁燕带                     | 依约                         |

### 接驳巴士

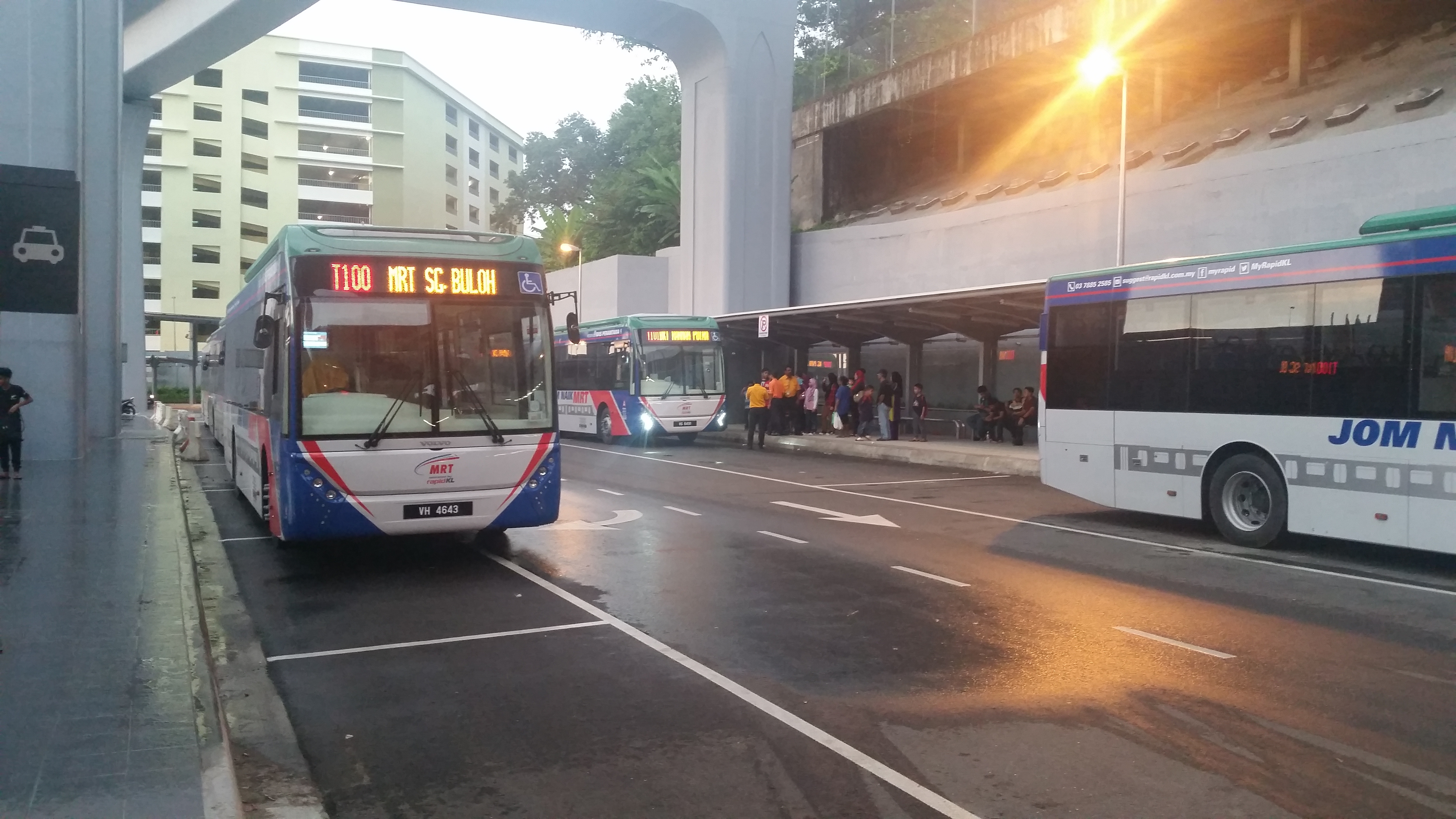
双溪毛糯的接驳巴士站

布城线车站皆提供接驳巴士服务。本站提供前往双溪毛糯附近数个住宅区的服务，将停留位于入口A的巴士站。
| 路线编号 | 起点            | 终点                              | 经过                                                                            |
| -------- | --------------- | --------------------------------- | ------------------------------------------------------------------------------- |
| T100     | PY04 双溪毛糯站 | 双溪毛糯医院 双溪毛糯玛拉工艺大学 | 医院路 双溪毛糯医院 双溪毛糯玛拉工艺大学                                        |
| T101     | PY04 双溪毛糯站 | 乐万镇（Bukit Rahman Putra）      | 医院路 Kusta路 双溪毛糯马来村 乐万镇3道 乐万镇1道 双溪毛糯新镇大街 瓜拉雪兰莪路 |
| T102     | PY04 双溪毛糯站 | 巴也加拉斯 古布牙也               | 双溪毛糯路 甘榜巴也加拉斯登加路 甘榜古布牙也路                                  |
| T103     | PY04 双溪毛糯站 | 白沙罗达迈                        | 瓜拉雪兰莪路 八打灵再也北区10/1路                                               |

## 车站周边
- ELC国际学校

## 图片集

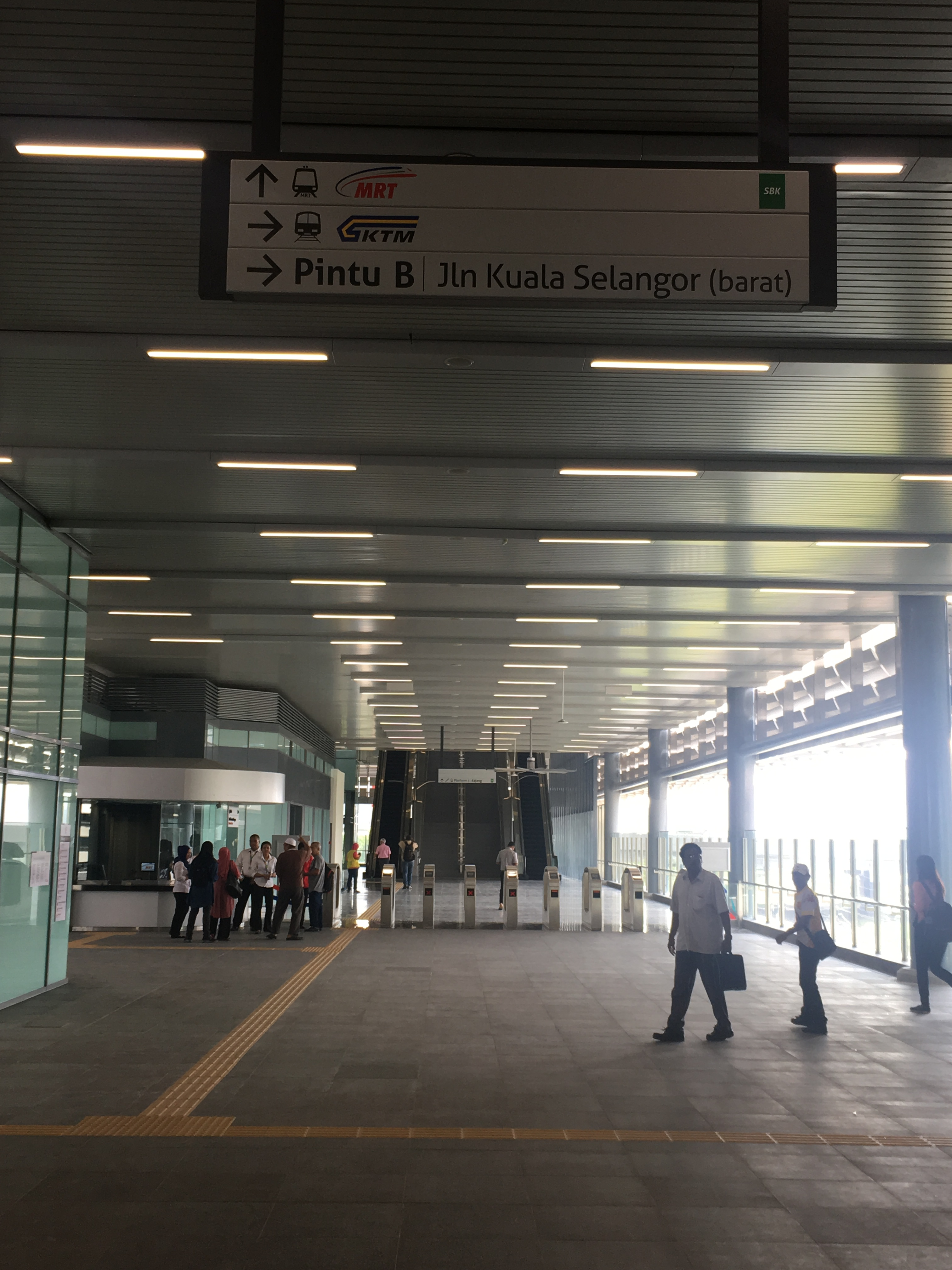
车站大厅一览。
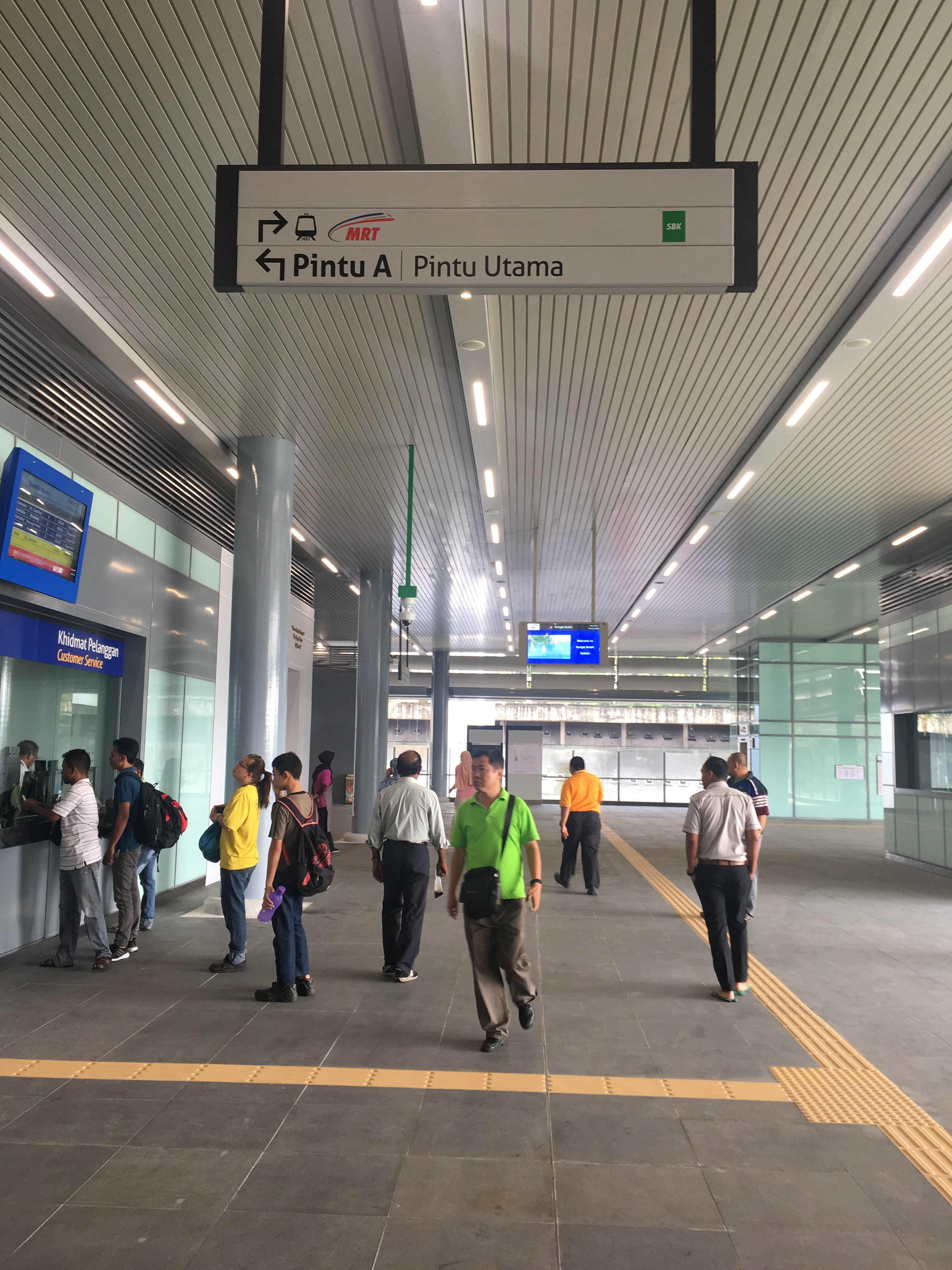
位于车站大厅左侧的售票台。
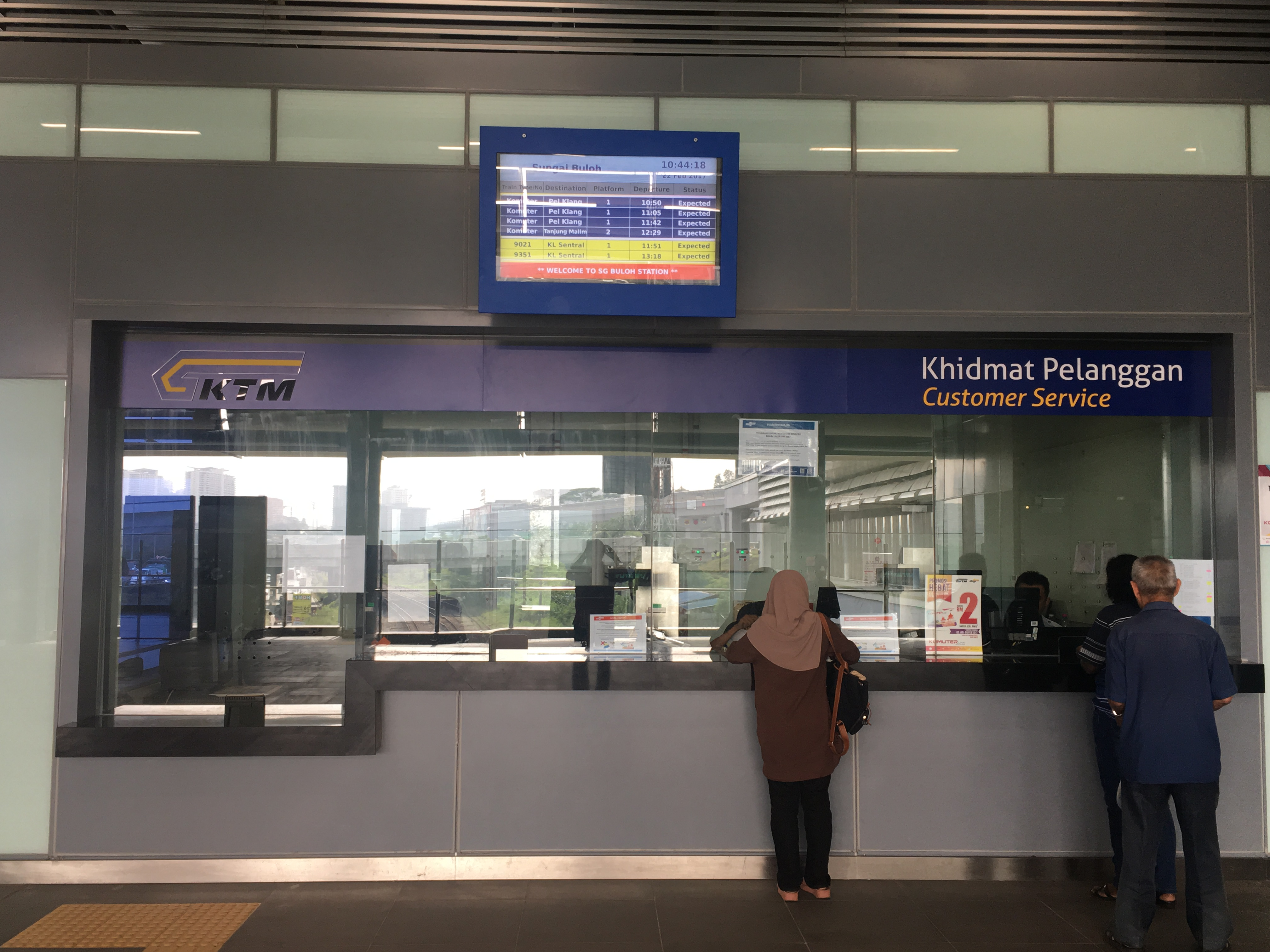
车站大厅的通勤铁路柜台。
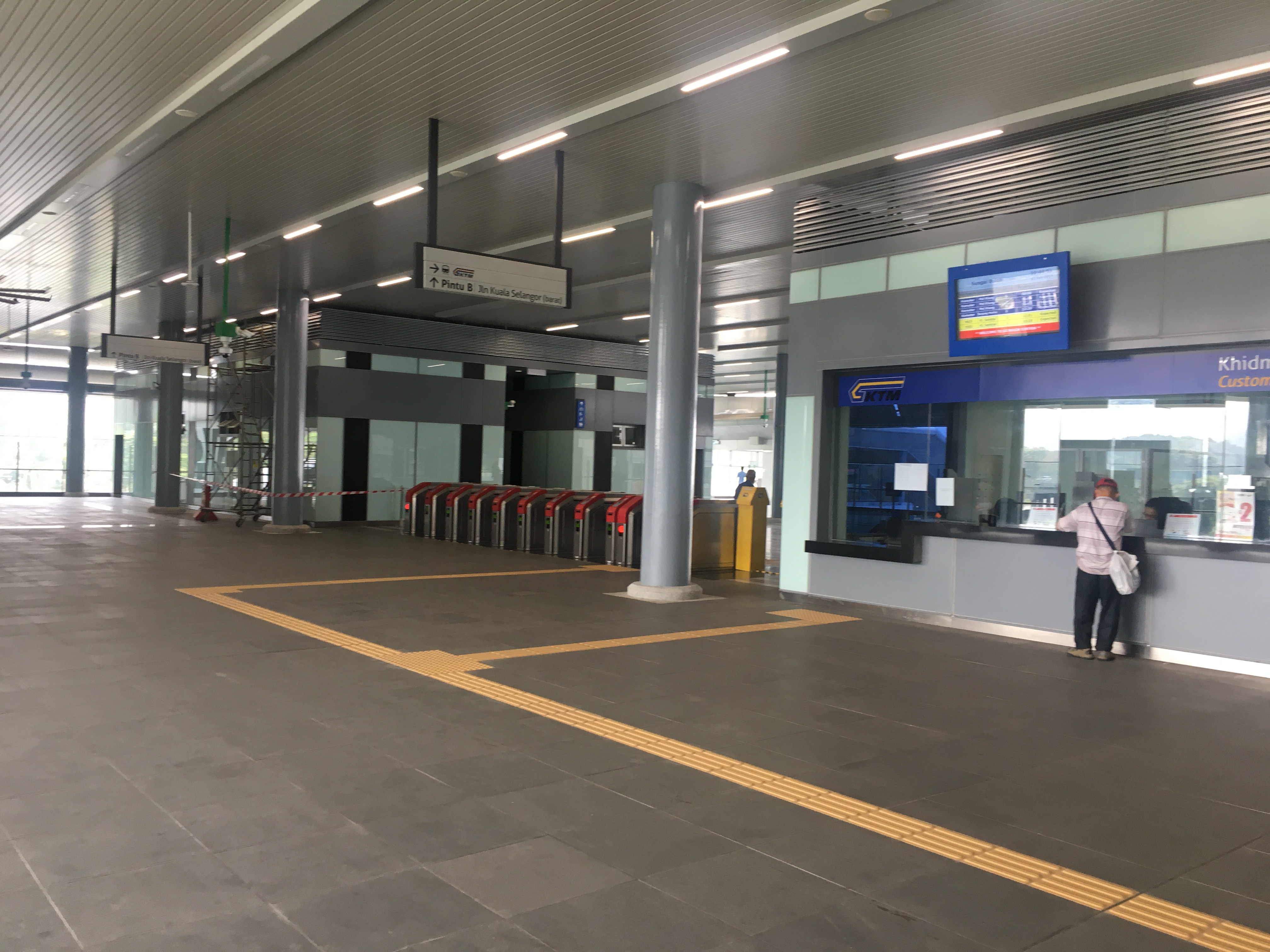
通勤铁路的柜台和验票闸门。
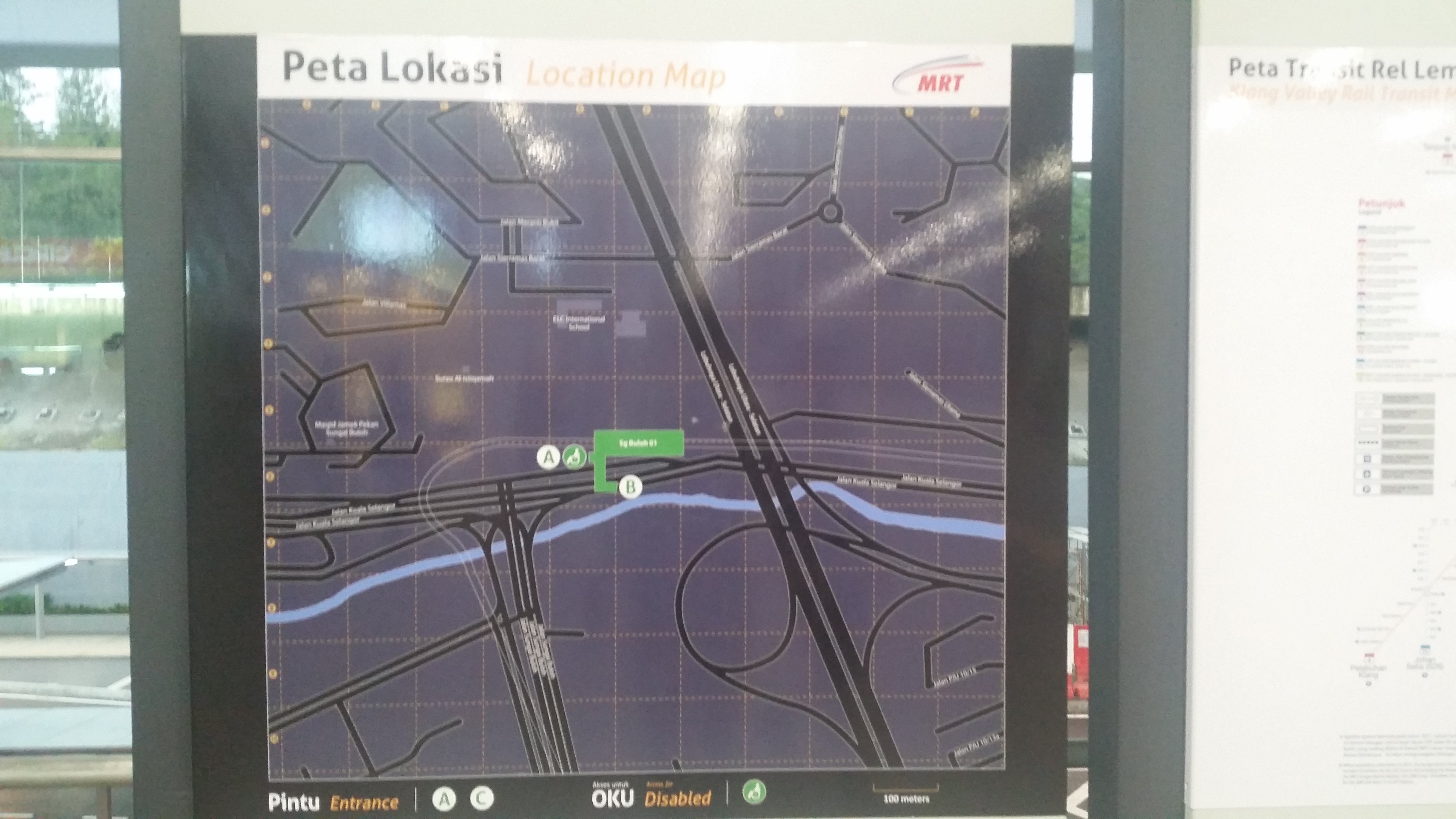
车站地图。
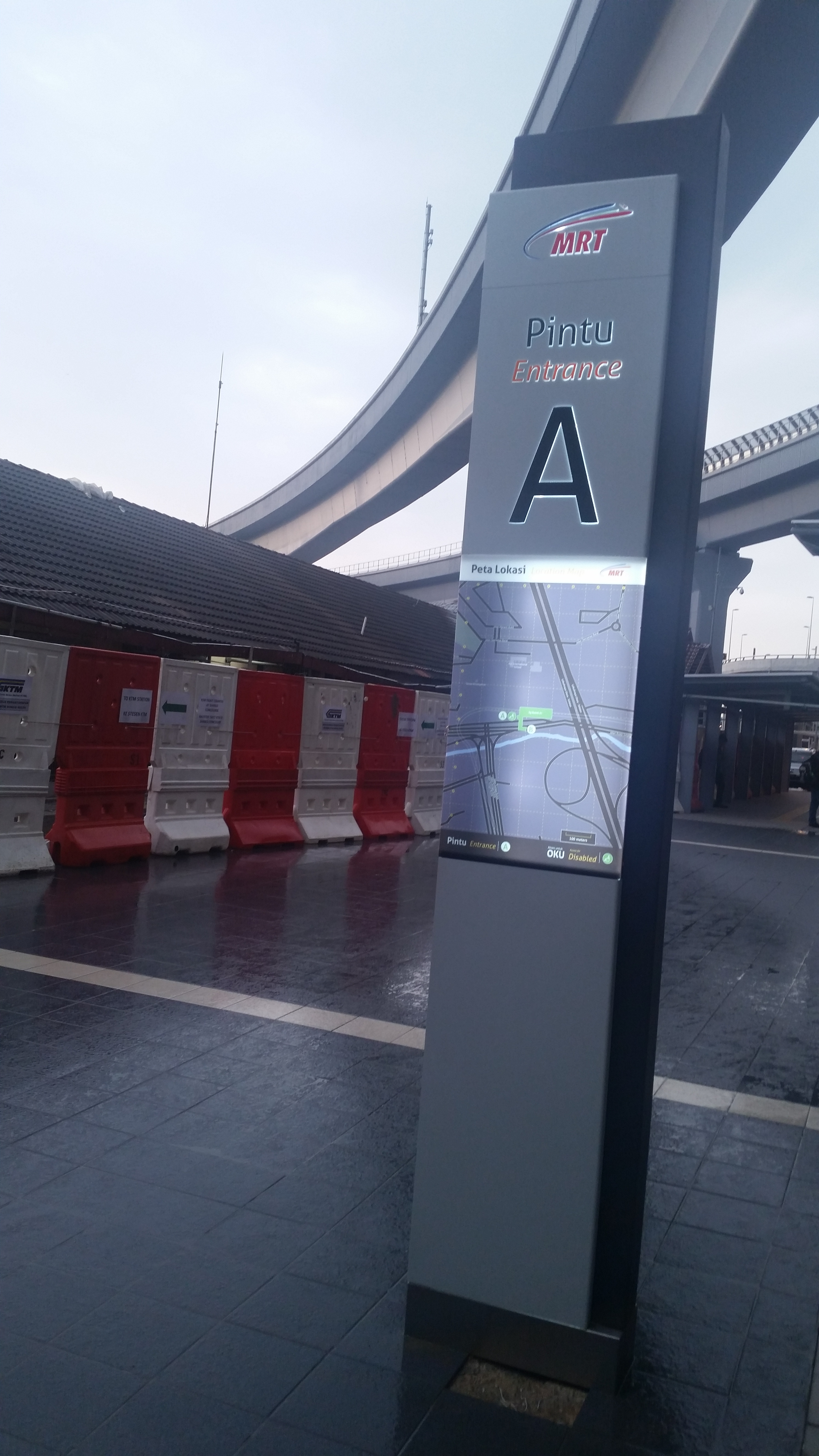
双溪毛糯站入口A的告示牌，后方施工范围为被拆除的旧铁路车站。
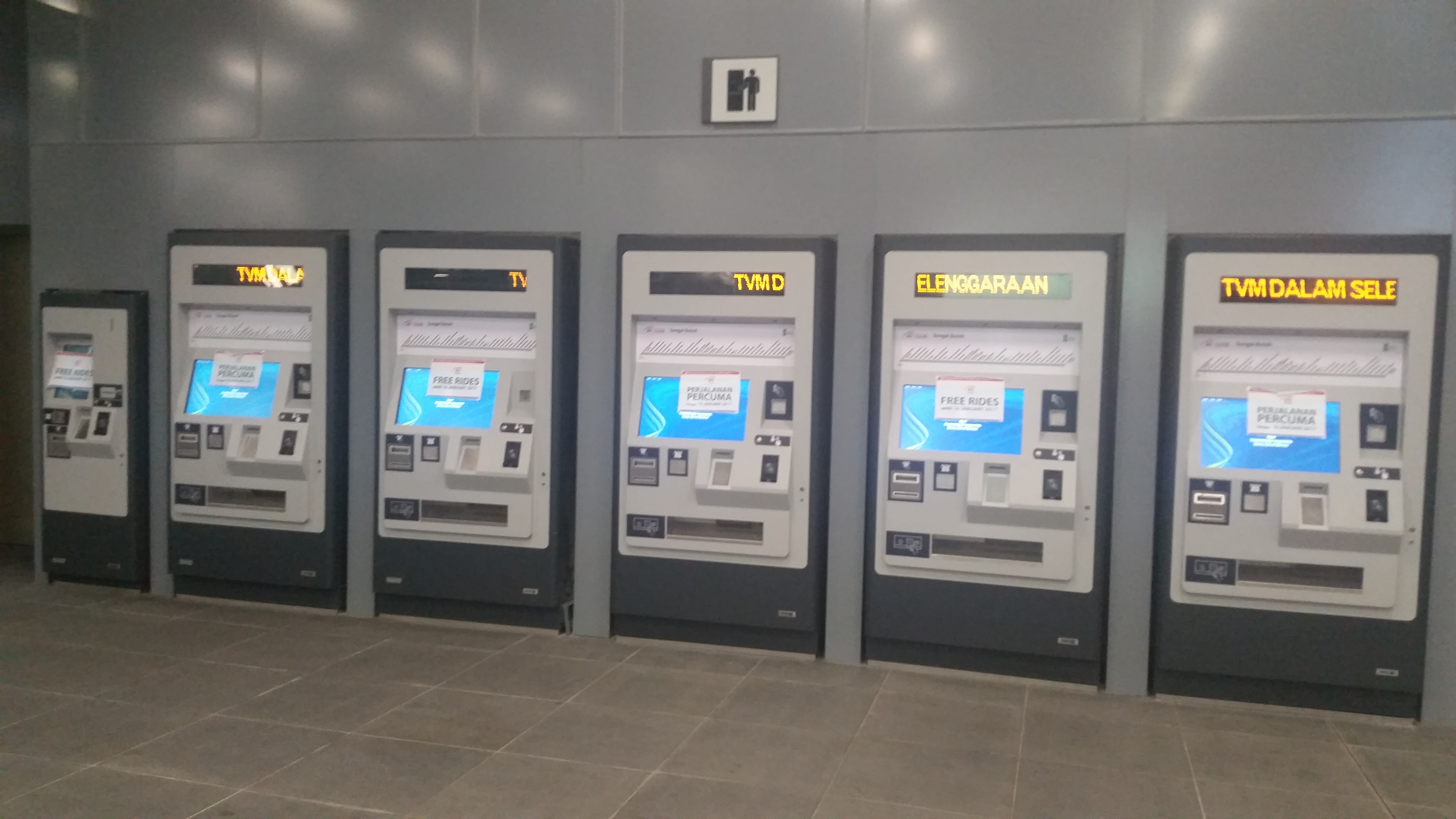
捷运自动售票机，拍摄当时捷运免费搭乘。
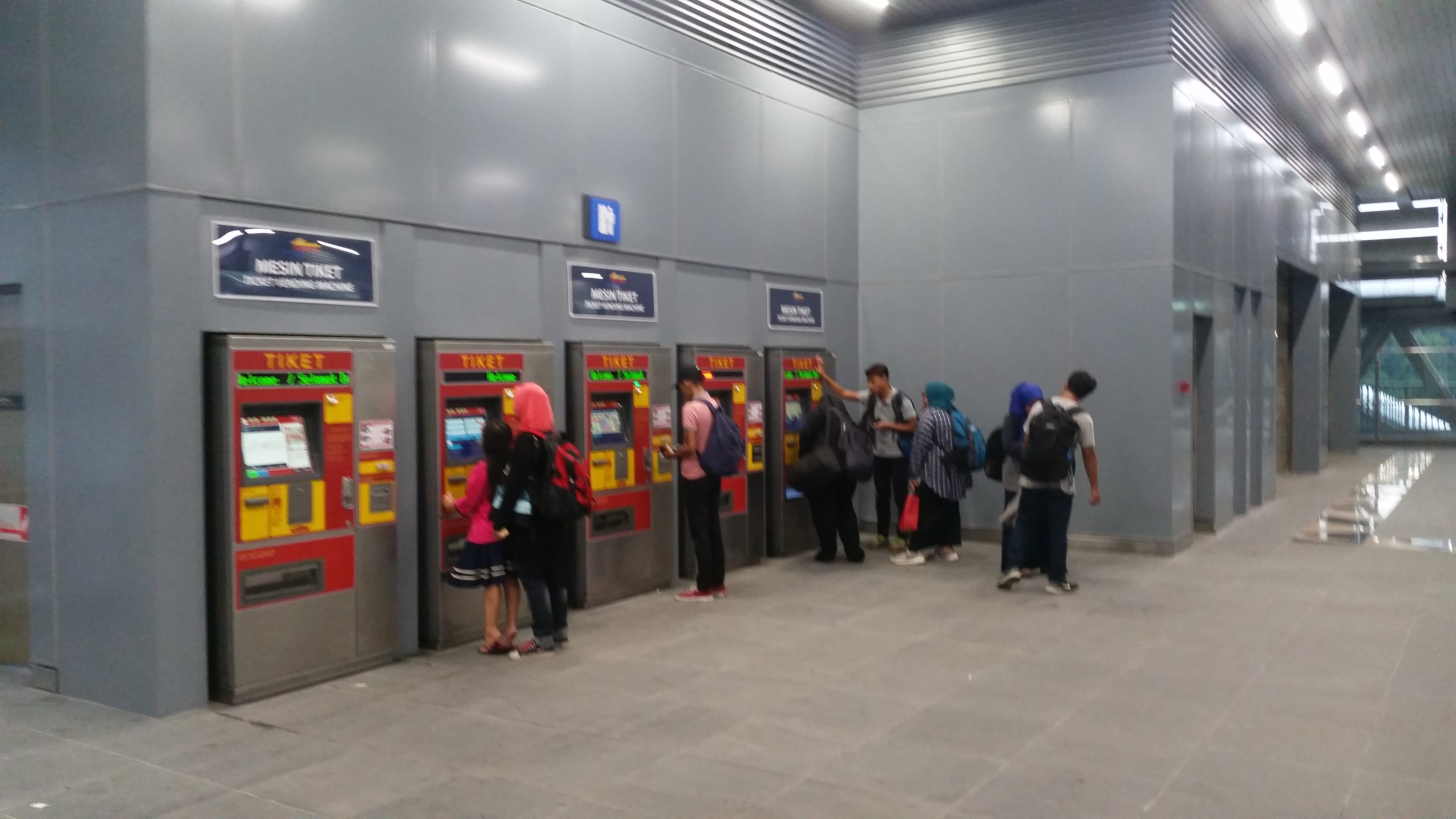
通勤铁路的自动售票机。
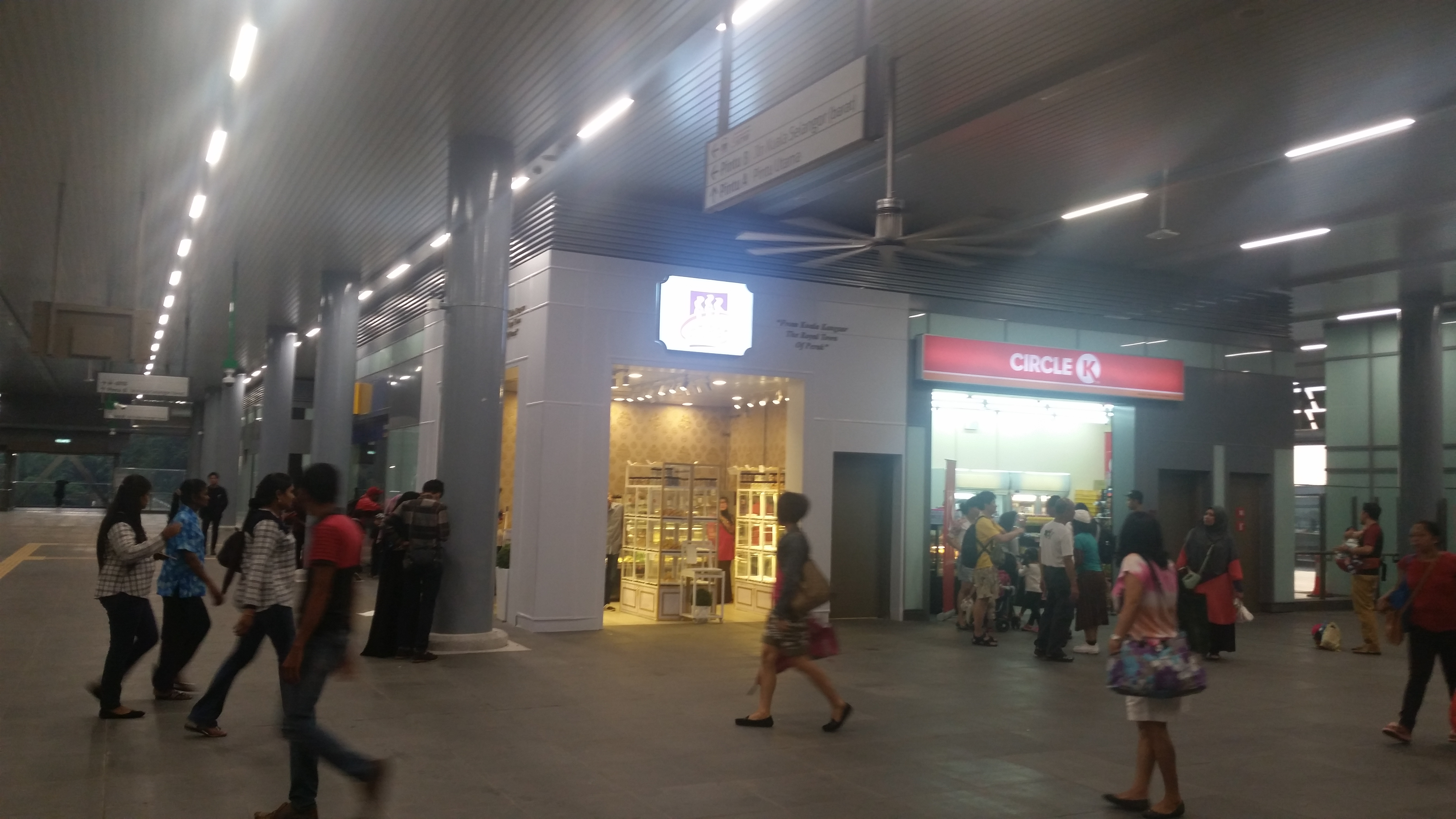
车站大厅的两个便利商店。
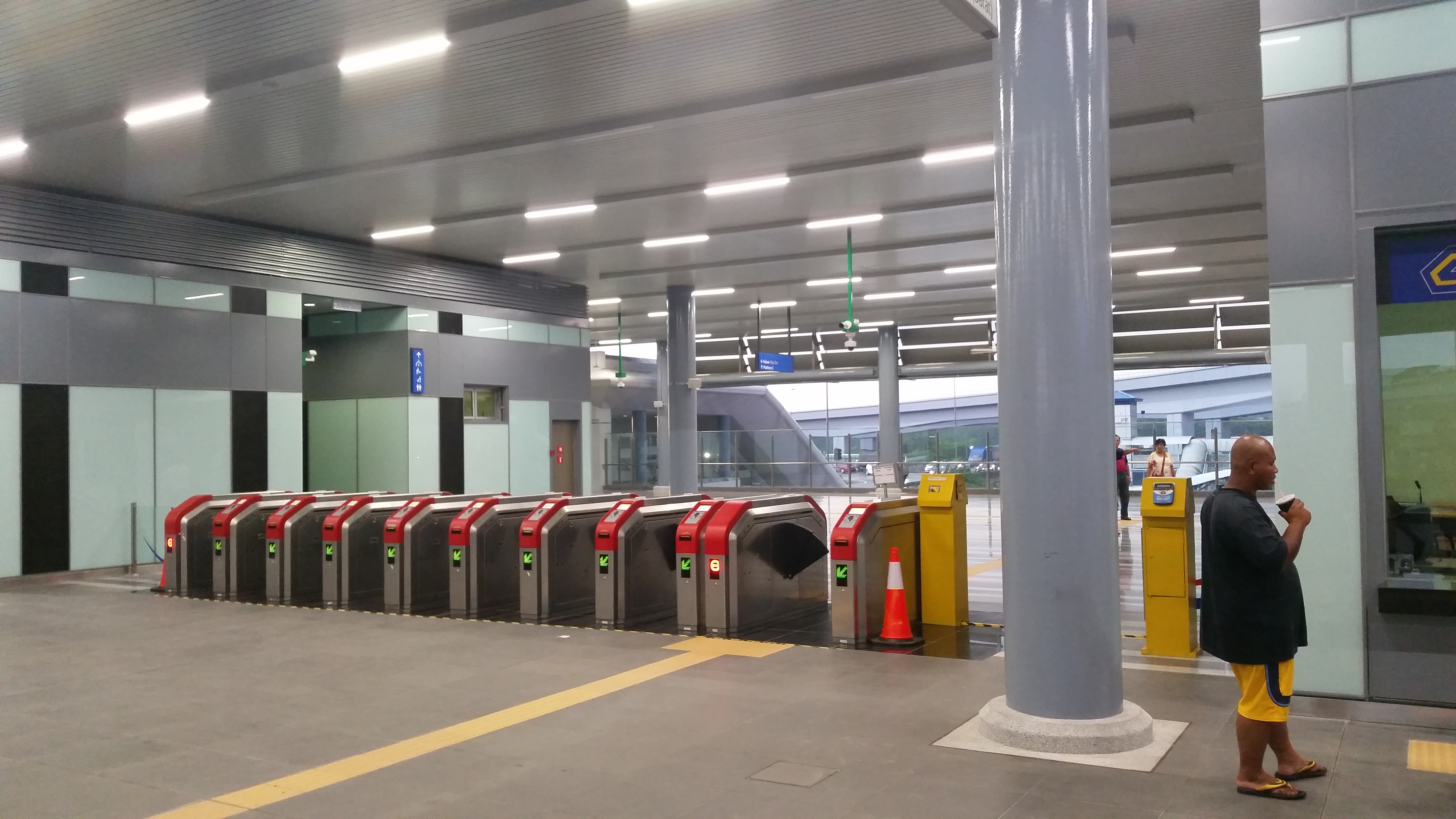
通勤铁路的验票闸门。
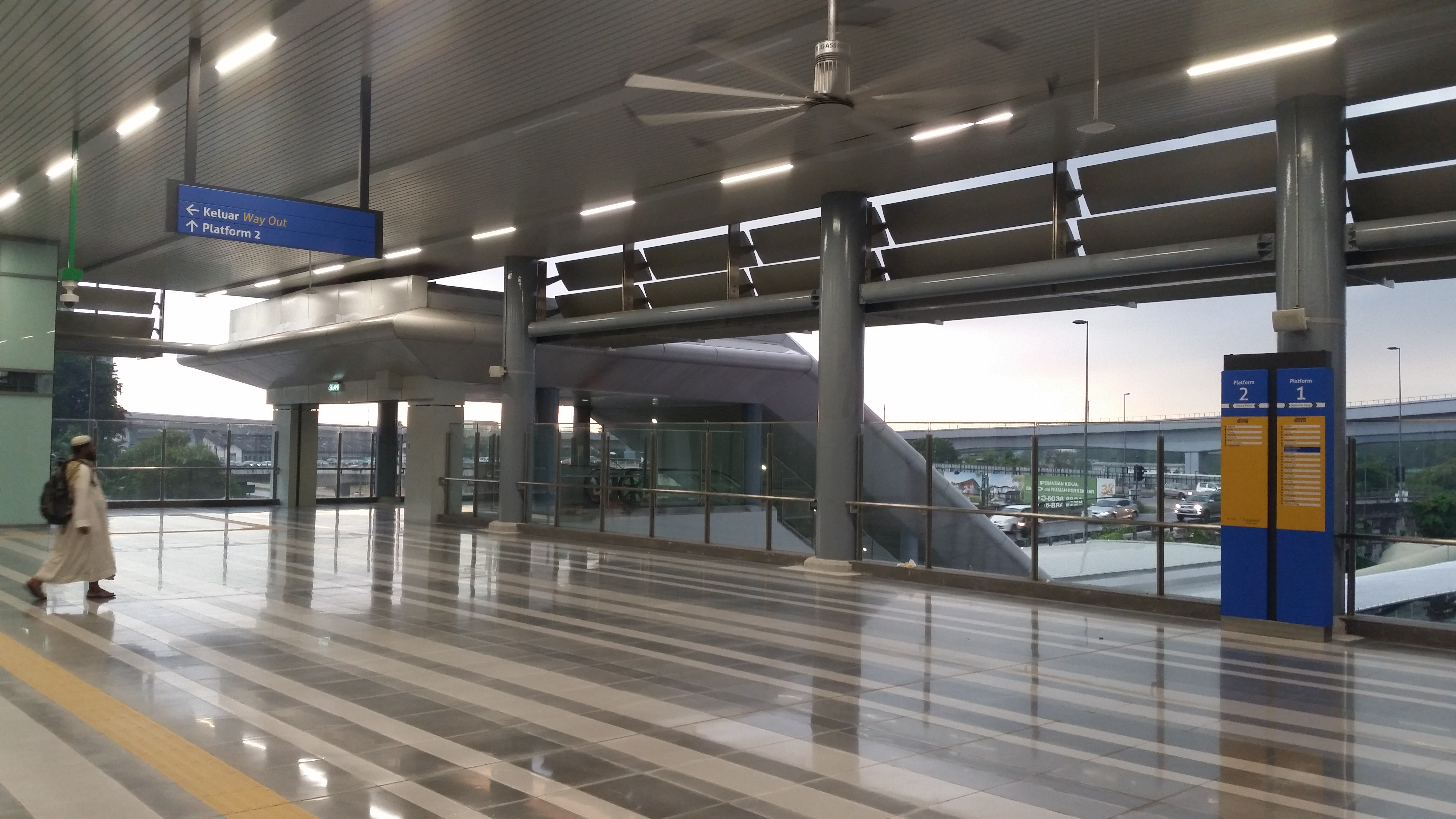
通勤铁路付费区，一旁设有通往站台的楼梯。